# Microstylum sordidum
Microstylum sordidum är en tvåvingeart som beskrevs av Walker 1854. Microstylum sordidum ingår i släktet Microstylum och familjen rovflugor. Inga underarter finns listade i Catalogue of Life.